# Dani Klein

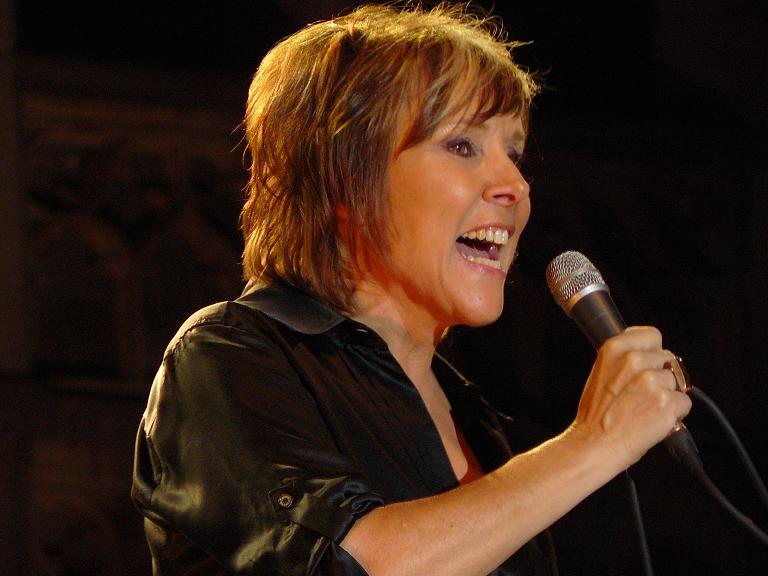
Dani Klein.

Danielle Schoovaerts alias Dani Klein cantante belga nacida el 31 de diciembre de 1953. Con  Vaya Con Dios, ha conocido un éxito mundial con canciones como Puerto Rico, Nah neh nah, Don’t cry for Louie,… 
En los años 1980 también formó parte del grupo Arbeid Adelt! con Luc Van Acker (Revolting Cocks, Ministry, Shriekback) , Ladies sing the Blues con Réjane Magloire y Beverly Jo Scott,  Purple Prose y ""Steelover" con Rudy Lenners.